# Stenomacrus atratus
Stenomacrus atratus là một loài tò vò trong họ Ichneumonidae.